# Faille de la Têt
La faille de la Têt est une faille géologique située dans l'Est des Pyrénées.
Il s'agit d'une faille normale longue de quatre-vingts kilomètres orientée est-ouest. Elle relie le fossé d'effondrement de Cerdagne à la  plaine du Roussillon en traversant le Conflent. Elle doit son nom au fleuve Têt dont la vallée suit son tracé.

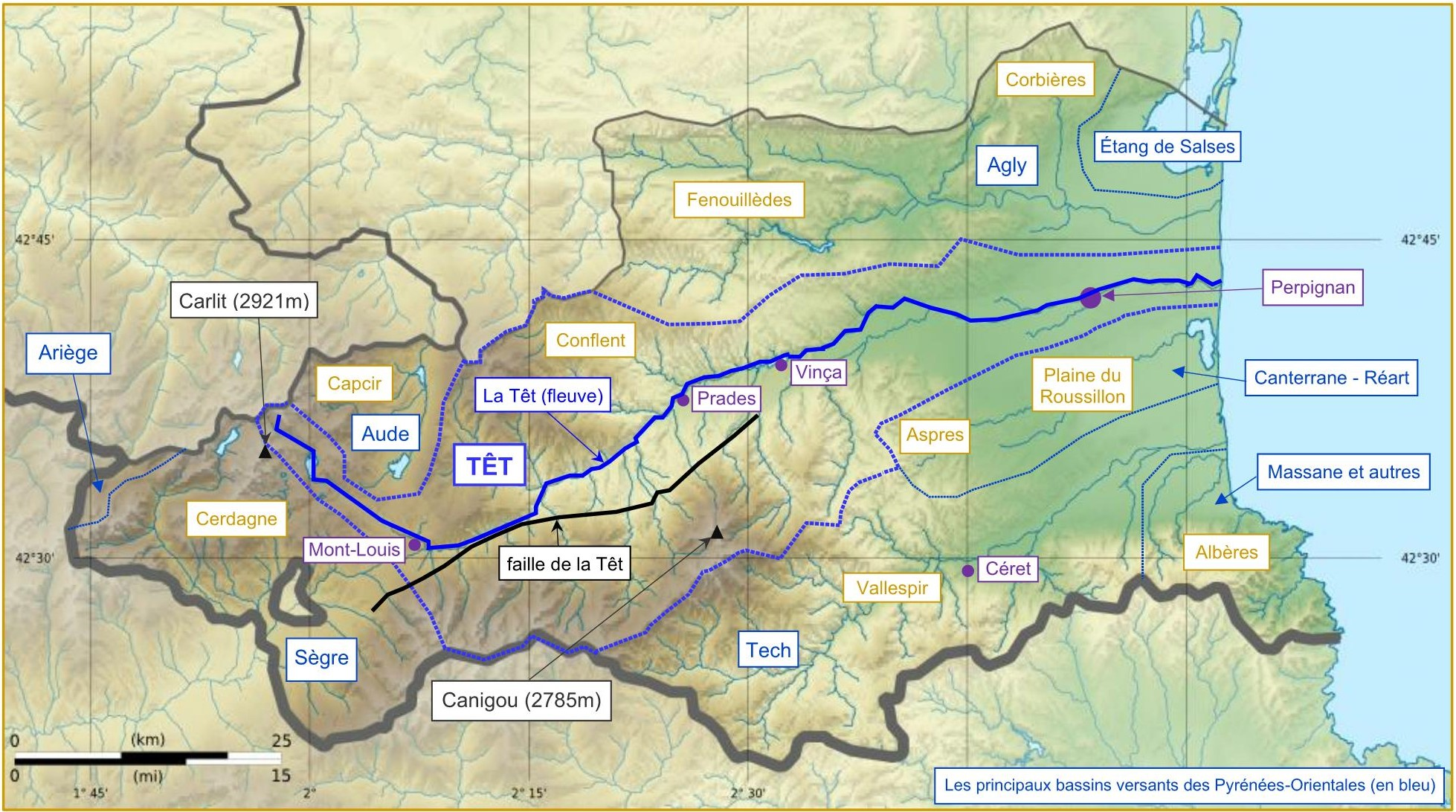
La faille de la Têt, sur une carte des principaux bassins versants (en bleu) des Pyrénées-Orientales.

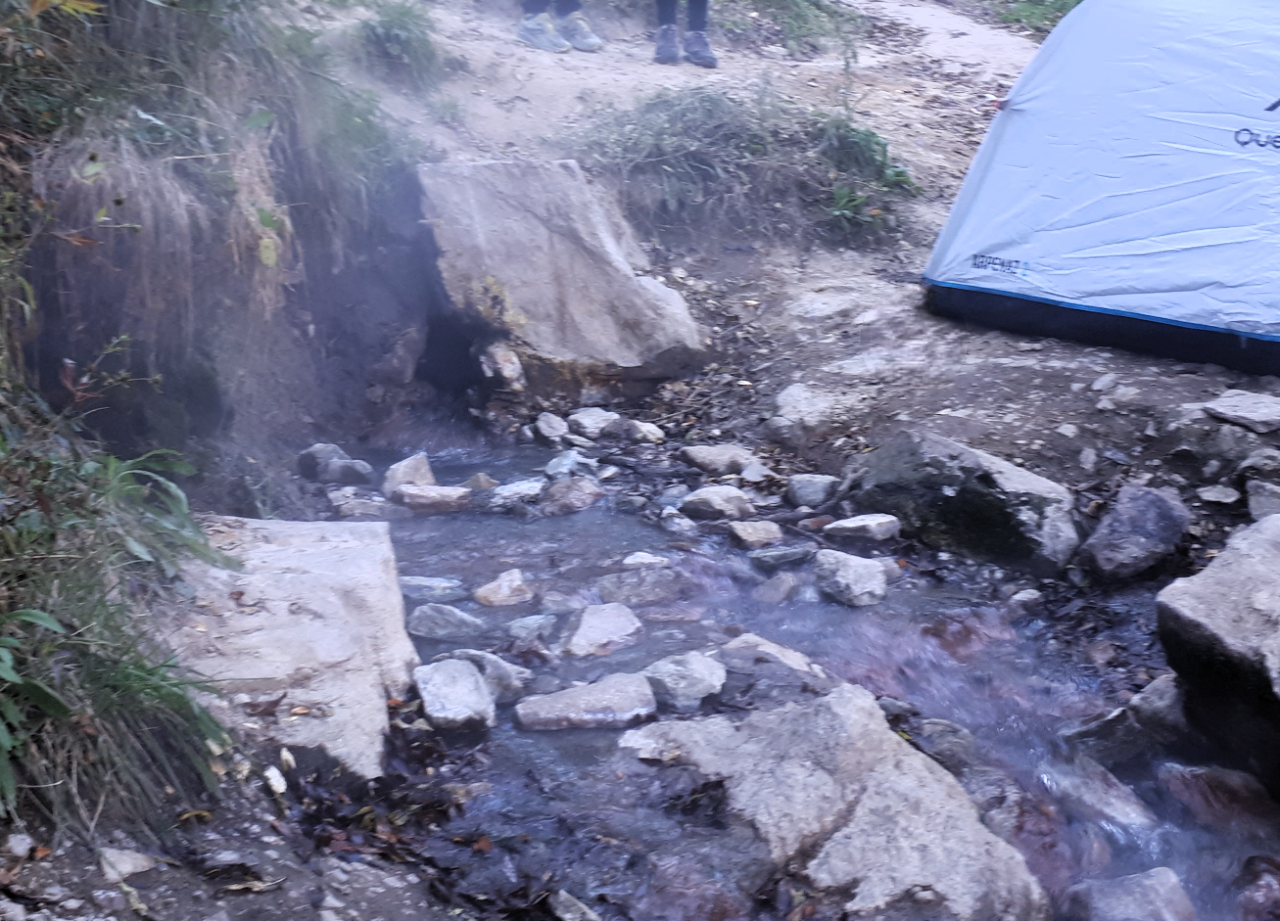
Source chaude (60°C), commune de Fontpédrouse. La source est l'une des nombreuses sources chaudes situées sur ou à proximité de la faille de Têt.